# مسگر
مسگر (خدابنده)، روستایی از توابع بخش افشار شهرستان خدابنده در استان زنجان ایران است.

## جمعیت
این روستا در دهستان شیوانات قرار دارد و براساس سرشماری مرکز آمار ایران در سال ۱۳۸۵، جمعیت آن ۴۰۴ نفر (۹۲خانوار) بوده‌است.